# Lladurs
Lladurs es un municipio español de la provincia de Lérida, en la comarca del Solsonés, Cataluña, situado al norte de Solsona. Es un municipio muy extenso y de población muy dispersa. A mediados del siglo XIX creció el término del municipio al incorporar a La Llena, Montpol, Terrasola, Timoneda, Els Torrents e Isanta.

## Demografía
Cuenta con una población de 185 habitantes (INE 2024).
| Gráfica de evolución demográfica de Lladurs entre 1842 y 2021 |
| |
| Población de derecho según los censos de población del INE Población de hecho según los censos de población del INEEntre el censo de 1857 y el anterior, crece el término del municipio porque incorpora a 255212 (Llena, La), 255259 (Montpol), 255361 (Terrasola), 255363 (Timoneda), 255372 (Torrents) y 255401 (Isanta). |

| 1900 | 1930 | 1950 | 1970 | 1981 | 1986 |
| ---- | ---- | ---- | ---- | ---- | ---- |
| 608  | 728  | 707  | 454  | 306  | 259  |